# Utricularia delphinioides
Utricularia delphinioides — вид рослин із родини пухирникових (Lentibulariaceae).

## Біоморфологічна характеристика
Ймовірно, однорічна трав'яниста рослина, що досягає у висоту від 4 до 60 сантиметрів. Від основи квітконосу відходять численні ниткоподібні ризоїди. Численні капілярні столони розгалужені, довжиною кілька сантиметрів. Листки на коротких ніжках, з вузлів столонів, під час цвітіння вони відсутні; пластинка вузька лінійна із заокругленим кінчиком, 1–2.5 × 0.5–1 мм. Численні круглі пастки у довжину від 1 до 2 міліметрів, на коротких ніжках, на листках і столонах; під час цвітіння кількість пасток значно зменшується. В окремому прямовисному китицеподібному суцвітті зазвичай розташовано від 7 до 15 (від 1 до 20) квіток. Гола циліндрична квітконіжка товщиною від 1 до 2 міліметрів вкрита численними лусками. Запашні квітки двостатеві, з подвійною оцвітиною. Два чашолистки неоднакової форми мають довжину від 6 до 9 міліметрів, вузько яйцеподібні та сплюснуті біля основи. Верхній чашолисток звужений, нижній трохи коротший і зверху є ледь помітна виїмка. Дві пелюстки темно-сині (часто з металевим блиском), синьо-фіолетові або фіолетові, мають довжину від 1.2 до 2.5 см. Верхня трохи менша за нижню, шириною від 0.5 до 1.2 сантиметра. Нижня пелюстка шоломоподібна і потовщена біля основи. Шилоподібна загострена шпора довжиною від 4 до 6 міліметрів, злегка вигнута і спрямована донизу під нижньою губою. Еліптична коробочка у довжину від 3 до 4 мм. Широке яйцеподібне насіння мають довжину ≈ 0.3 мм.

## Середовище проживання
Цей вид зростає у східному Таїланді, Лаосі, В'єтнамі та Камбоджі.
Цей вид росте на болотах, на рисових підошлях і сезонно вологих саванах; на висотах від 0 до 1300 метрів.

## Використання
Вид культивується невеликою кількістю ентузіастів роду. Торгівля незначна.